# 男孩我最壞
《男孩我最壞》（英語：Superbad）是一部於2007年上映的美國青春喜劇電影，由格雷格·莫托拉執導，賈德·阿帕托制片。祖納·希爾与麥可·塞拉在片中分别饰演两名將高中毕业的青少年賽斯和艾文。
本片在上映后收获好评，影评人对片中对白以及两名主角间的化学反应称赞不已。本片亦收获了商业上的成功，以1,750-2,000万美元的预算揽下超过1.7亿美元的票房。自上映以来，本片常被誉为2000年代最佳喜剧之一，以及有史以来最成功的的高中电影之一。

## 劇情
賽斯和艾文是從小一起長大的好朋友，也是即将升入不同大学的高三学生。赛斯的暗戀對象茱兒邀请他去她家参加派对。賽斯和艾文的朋友佛戈打算弄一个假身份证，于是賽斯答应在派对上幫茱兒买酒。埃文遇到了自己的暗戀對象贝卡，并提出要替她买一瓶特定的伏特加帶去派對。
尽管身份证—一張夏威夷州駕照—明显是假的，佛戈还是成功买到了酒，但在結帳時却被劫匪打晕。当警察斯莱特和迈克尔斯赶到时，在外面的賽斯和艾文以为佛戈被捕了。而事实上，警官们已经同意用警車送「麦愛愛」（佛戈假證件上的假名）去参加派对。
在酒铺外面，賽斯被一个倒车的人撞了。作为賽斯和艾文不告诉警察的交换条件，這人答应送他们去另一个派对，在那里他们可以得到酒。与此同时，斯莱特和麦克尔斯带佛戈去兜风，并与他结下了深厚的友谊。尽管在执勤中，他们还是开始喝酒，不正确地使用警笛，并在停车标志处开枪。
在派对上，賽斯将地下室的洗衣精瓶装满酒，并与一个喝醉的女孩跳舞，但她用经血染红了他的腿；而一群醉汉则让艾文为他们演唱《这双眼睛》。賽斯因与其未婚妻跳舞而遭到派对主人的质问，随后发生了争吵；報警後斯莱特和麦克尔斯被叫来，賽斯和艾文於是逃之夭夭。
赛斯开始责备艾文抛弃了他，并解释说他们从小就计划一起上大学，但艾文被达特茅斯大学录取了。艾文反驳说赛斯自私，多年来一直拖他的后腿，他不想再让赛斯拖他的后腿。就在他们开始争吵的时候，赛斯又被一辆车撞了——那是斯莱特和迈克尔斯驾驶的警车。他们打算把车祸的责任推到赛斯身上，但当佛戈从车里出来时，艾文跑了，赛斯和佛戈带着酒往反方向逃走了。最后，三个人都去了茱兒的派对。
在派对上，佛戈无意中透露了他和艾文将在大学里住在一起的消息，这让赛斯很不高兴。赛斯讲述了当晚发生的趣事，这让他大受欢迎。贝卡想和艾文发生性关系，但艾文因为喝醉了拒绝了她。
与此同时，佛戈给外国交换生妮可拉留下了深刻印象，并上楼与她发生了性关系。赛斯醉醺醺地试图亲吻茱兒，但茱兒拒绝了他，因为她既不喝酒，也不想在赛斯喝醉的时候要他。赛斯认为自己毁了和她在一起的机会，然后昏了过去，不小心用头撞了茱兒，把她撞出了黑眼圈。
斯莱特和迈克尔斯捣毁了派对。赛斯醒来后抱着醉醺醺的艾文逃走了。斯莱特撞见佛戈和妮可拉在做爱，导致她逃跑。斯莱特大骂佛戈抛弃了他们，但迈克尔斯指出他们只是破壞了他的好事。他们向佛戈道歉，并透露他们一直都知道佛戈未成年，但为了显示警察也可以玩得很开心，所以就配合了他。为了补偿佛戈，他们假装在外面逮捕他，成功地让他看起来很坏。在一陣狂飆後，斯莱特和迈克尔斯最终用自制的燃烧弹燒毁了警车，而佛戈则用斯莱特的枪射中了警车的車窗。
赛斯和艾文一起在艾文家过夜，赛斯透露他几周前就已經得知艾文和佛戈计划在大学里當室友。艾文承认他不想和佛戈住在一起，但他害怕和陌生人住在一起。他们在和解前互相道歉。第二天，赛斯和艾文逛商场时遇到了茱兒和贝卡。贝卡和赛斯为自己的醉酒行为道歉，最後赛斯带朱尔斯去买遮瑕膏，治疗他弄伤的黑眼圈；艾文和贝卡则去买被子，替换她喝醉酒吐在上面的床。

## 演員
- 喬納·希爾 飾演 賽斯
- 麥可·塞拉 飾演 艾文
- 克里斯托夫·梅兹-普莱瑟 飾演 佛戈
- 塞斯·羅根 飾演 迈克尔斯警官
- 比爾·哈德 飾演 斯莱特警官
- 凱文·考利甘 飾演 馬克
- 喬·洛·特魯格里奧 飾演 法蘭西斯
- 瑪莎·麥肯塞克 飾演 貝卡
- 艾瑪·史東 飾演 茱兒